# Gmina Frakull
Gmina Frakull (alb. Komuna Frakull) – gmina położona w środkowej części Albanii. Administracyjnie należy do okręgu Fier w obwodzie Fier. W 2011 roku populacja gminy wynosiła 6820 osób w tym 3292 kobiety oraz 3528 mężczyzn, z czego Albańczycy stanowili 61,47% mieszkańców. 
W skład gminy wchodzi osiem miejscowości: Frakull e Madhe, Frakull e Vogël, Adë Bunacë, Peshtan Bregas, Kafaraj, Kashisht, Sheq Musalalaj, Cerven.